# Red óptica pasiva
Una red óptica pasiva (del inglés Passive Optical Network, conocida como PON) permite eliminar todos los componentes activos existentes entre el servidor y el cliente introduciendo en su lugar componentes ópticos pasivos (divisores ópticos pasivos) para guiar el tráfico por la red, cuyo elemento principal es el dispositivo divisor óptico (conocido como splitter). La utilización de estos sistemas pasivos reduce considerablemente los costes y son utilizados en las redes FTTH.

## Motivos de la aparición de las redes defibra óptica
En la actualidad se sigue trabajando con tecnologías que explotan el bucle de abonado de cobre (como por ejemplo el Cable Modem y el ADSL); pero, aun así, es necesario cubrir la continua demanda de los usuarios de un ancho de banda más grande. Es en este punto donde se halla el inconveniente de las tecnologías basadas en cobre: sólo pueden ofrecer a lo sumo un ancho de banda en canal descendente de 100 Mbps y en ascendente hasta los 50 Mbps. Además, a esto es necesario sumarle el hecho que estos valores disminuyen rápidamente a medida que la distancia entre el usuario y la central aumenta.
Las redes de fibra óptica surgen como la gran solución al problema debido a tres aspectos en concreto:
- Un ancho de banda mucho más grande.
- El descenso continuo de los precios de los láseres.
- Una atenuación mucho menor en función de la distancia.

## Estructura y funcionamiento de una red PON
Una red óptica pasiva está formada básicamente por:
- Un módulo OLT (Optical Line Terminal - Unidad Óptica Terminal de Línea) que se encuentra en el nodo central.
- Un divisor óptico (splitter).
- Varias ONUs (Optical Network Unit - Unidad de Red Óptica) que están ubicadas en el domicilio del usuario.

La transmisión se realiza entonces entre la OLT y la ONU que se comunican a través del divisor, cuya función depende de si el canal es ascendente o descendente.
En definitiva, PON trabaja en modo de radiodifusión utilizando splitters (divisores) ópticos o buses.

### Canal descendente
En canal descendente, una red PON es una red punto-multipunto donde la OLT envía una serie de contenidos que recibe el divisor y que se encarga de repartir a todas las unidades ONU, cuyo objetivo es el de filtrar y sólo enviar al usuario aquellos contenidos que vayan dirigidos a él.
En este procedimiento se utiliza la multiplexación en el tiempo (TDM) para enviar la información en diferentes instantes de tiempo.

### Canal ascendente
En canal ascendente una PON es una red punto a punto donde las diferentes ONUs transmiten contenidos a la OLT. Por este motivo también es necesario el uso de TDMA para que cada ONU envíe la información en diferentes instantes de tiempo, controlados por la unidad OLT. Al mismo tiempo, todos los usuarios se sincronizan a través de un proceso conocido como "Ranging".

### Aspectos a contemplar
Para que no se produzcan interferencias entre los contenidos en canal descendente y ascendente se utilizan dos longitudes de onda diferentes superpuestas utilizando técnicas de multiplexación por división de longitud de onda (WDM, Wavelength Division Multiplexing). Al utilizar longitudes diferentes es necesario, por lo tanto, el uso de filtros ópticos para separarlas después.
Finalmente, las redes ópticas pasivas contemplan el problema de la distancia entre usuario y central; de tal manera, que un usuario cercano a la central necesitará una potencia menor de la ráfaga de contenidos para no saturar su fotodiodo, mientras que un usuario lejano necesitará una potencia más grande. Esta condición está contemplada dentro de la nueva óptica.

## Ventajas de las redes ópticas pasivas (PON)
- Aumento de la cobertura hasta los 20 km (desde la central). Con tecnologías DSL como máximo se cubre hasta los 5,5 km.[cita requerida]
- Ofrecen mayor ancho de banda para el usuario.
- Mejora en la calidad del servicio y simplificación de la red debido a la inmunidad que presentan a los ruidos electromagnéticos.
- Minimización del despliegue de fibra óptica gracias a su topología.
- Reducción del consumo gracias a la simplificación del equipamiento.
- Más baratas que las punto a punto.

## Estándares

### ITU-T G.983

#### APON
APON (ATM (Asynchronous Transfer Mode) Passive Optical Network) fue la primera red que definió la FSAN, un grupo formado por 7 operadores de telecomunicaciones con el objetivo de unificar las especificaciones para el acceso de banda ancha a las viviendas.
APON basa su transmisión en canal descendente en ráfagas de celdas ATM (Modo de transferencia asíncrona) con una tasa máxima de 155 Mbit//s que se reparte entre el número de ONUs que estén conectadas. En canal descendente, a la trama de celdas ATM, se introducen dos celdas PLOAM para indicar el destinatario de cada celda y otra más para información de mantenimiento.
Su inconveniente inicial era la limitación de los 155 Mbit/s que más adelante se aumentó hasta los 622 Mbit/s.

#### BPON
Las redes BPON (Broadband PON - Red Óptica Pasiva de Banda Ancha) se basan en las redes APON pero con la diferencia que pueden dar soporte a otros estándares de banda ancha. Originalmente estaba definida con una tasa de 155 Mbit/s fijos tanto en canal ascendente como descendente; pero, más adelante, se modificó para admitir:
1. Tráfico asimétrico: canal descendente -> 622 Mbit/s // Canal ascendente -> 155 Mbit/s.
2. Tráfico simétrico: canal descendente y ascendente -> 622 Mbit/s.

No obstante presentaban un coste elevado y limitaciones técnicas.

### ITU-T G.984

#### GPON
GPON (Gigabit-capable PON) está basada en BPON en cuanto a arquitectura pero, además ofrece:
1. Soporte global multiservicio: voz, Ethernet 10/100, ATM,...
2. Cobertura hasta 20 km.
3. Seguridad a nivel de protocolo.
4. Soporte de tasas de transferencia:
  - Simétrico: 622 Mbit/s y 1.25 Gbit/s.
  - Asimétrico: descendente-> 2.5 Gbit/s // ascendente -> 1.25 Gbit/s

### IEEE802.3.ah

#### EPON
EPON (Ethernet PON) es una especificación realizada por el grupo de trabajo EFM (Ethernet in the First Mile - Ethernet en la primera milla) constituido por la IEEE y descrito en la sección 5 de la norma, para aprovechar las características de la tecnología de fibra óptica y las redes pasivas y aplicarlas a Ethernet.
La arquitectura de una red EPON se basa en el transporte de tráfico Ethernet manteniendo las características de la especificación 802.3. Las ventajas que presenta son:
1. Trabaja directamente a velocidades de gigabit (que se tiene que dividir entre el número de usuarios).
2. La interconexión de islas EPON es más simple.
3. La reducción de los costes debido a que no utilizan elementos ATM y SDH, sino que se transmiten tramas Ethernet puras.

### IEEE802.3av

#### 10G-EPON
10G-EPON fue desarrollado por el IEEE y aprobado en septiembre del 2009. Especifica el acceso EPON con un ancho de banda simétrico de 10 Gbit/s o asimétrico de 10 Gbit/s de bajada y 1,25 Gbit/s de subida, compatible con 1G-EPON.